# Naše novine (Sombor)
Naše novine su bile tjedni politički, gospodarski i društveni list koji je izlazio petkom u Somboru. 
Uređivao ga je i izdavao Grgo Vuković, hrvatski političar i novinar iz Bačke. Tiskane su kod Josipa Bošnjaka. Ciljano čitateljstvo ovih novina su bili bački Hrvati iz obiju skupina: i onih nacionalno svjesnih Hrvata i onih koji su se izjašnjavali samo kao Bunjevci. 
Izlazile su u razdoblju mađarske okupacije Bačke su na hrvatskom jeziku, na narječju tamošnjih Hrvata. Indikativno je bilo da su imena naselja bila pisana na mađarskom jeziku (Zombor, Szabadka). Prvi je broj izašao 2. travnja 1943. godine, a zadnji broj 6. listopad 1944. godine. U broju od 22. listopada 1943. godine prvi put je izašao dodatak Naš kalendar. To je bilo kad je Grgo Vuković dobio dozvolu za izdavanje bunjevačko-šokačkog kalendara za 1944. godinu. Prilog se bavio kulturi bunjevačkih i šokačkih Hrvata.
Rubrike u ovom listu su bile domaće i inozemne vijesti, gospodarstvo, šport i kultura. U potonjoj je objavljivao književne uradke.

## Suradnici
Grgo Vuković, Antun Karagić, Matija Kolar, Ivan Dimić, Petar Carev, Ivan Mironicki i drugi.